# نابليون فيرارا
نابليون فيرارا (بالإنجليزية: Napoleone Ferrara)‏ هو عالم أحياء جزيئية وعالم أحياء وطبيب أمريكي، ولد في 26 يوليو 1956 في قطانية في إيطاليا.